# فردريك ميسترال

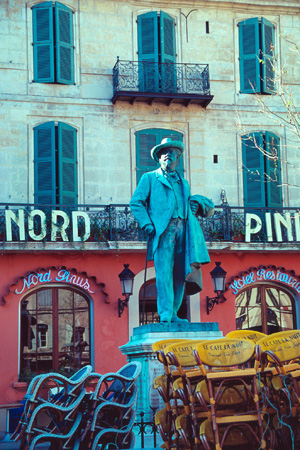
تمثاله في آرل

فردريك ميسترال (بالفرنسية: Frédéric Mistral) (8 سبتمبر 1830 - 25 مارس 1914) أديب، مسرحي وشاعر فرنسي حائز على جائزة نوبل للآداب (بالتقاسم مع خوسيه إتشيغاراي). قاد عملية إحياء اللغة الأوكسيتانية (لغة أهل بروڤانس) لغويا وأدبيا في القرن التاسع عشر. وكان شخصية مهمة في حركة فليبريج Le félibrige التي هدفت إلى إحياء ثقافة بروڤانس.
أنهى ميسترال دراسة الحقوق في إيكس Aix-en-Provence، عاصمة بروڤانس القديمة، لكنه لم يشتغل في هذا المجال بل كرّس حياته لكتابة الشعر. يعتبر أهم شعراء بروڤانس.
كتب العديد من الكتابات في لغة بروڤانس، منهن قصيدة "Mireio" (الحصاد) عام 1859 التي أعدت لتكون أوبرا كما نشر العديد من دواوين الشهر وقاموسا بالإضافة إلى ترجمة لسفر التكوين.
مؤلفته ميرايو كانت ملحمة شعبية بلغة بروڤانس وتعتبر من روائع الأدب العالمي. بعد عامين من نشرها حاز على جائزة الأكاديمية الفرنسية. عام 1867 نشر قصيدة كالندو. كتابه جزيرة الذهب حوى مجموعة من القصص والقصائد.
عام 1904 حاز على جائزة نوبل للآداب. وقد عللت الجنة ذلك "بسبب عفويته المنعشة، قريظه الرائع والفني الذي يعكس، بأمانة تامة، المناظر
والحياة القروية في موطنه وأيضا بسبب نشاطه كباحث للغة بروڤانس".

## روابط خارجية
- فردريك ميسترال على موقع الموسوعة البريطانية (الإنجليزية)
- فردريك ميسترال على موقع ميوزك برينز (الإنجليزية)
- فردريك ميسترال على موقع إن إن دي بي (الإنجليزية)
- فردريك ميسترال على موقع ديسكوغز (الإنجليزية)